# Древер
Древер је раса паса, кратконоги пас, пореклом из Шведске који се користе за лов на јелене и другу дивљач. Древер води порекло од Вестфалског брак јазавичара, врсте немачког гонича званог Брак. Име расе Древер изабрано је на конкурсу 1947.

## Изглед
Најприметније карактеристике Древера су његово дуго тело и кратке ноге, наслеђене од вестфалске јазавчарке, али као радног пса, ове карактеристике нису преувеличане. Има кратко крзно и било које боје са белим ознакама (али не све беле, што се доводи у везу са могућом глувоћом. Раса има типичне спуштене (висеће) уши пса и дугачак реп. Максимална висина Древера је 38 цм у гребену, што је око 15 цм краће од дугоногог ловачког гонича са телом исте величине. Вестфалски јазавичар је око 2 цм краћи од Древера.

## Лов
Већина раса са сличним физичким особинама узгаја се за једну сврху, али Древер је узгајан за лов на дивљач великих димензија, и зечеве и срне, и лисице и јелене. Древер је доста издржљив и постао је популаран ловачки гонич за ловце на јелене у северној Норвешкој, Шведској и Финској пошто је промена у законодавству омогућила употребу Древерса у лову на јелене. Срне су високоосетљиве, а гоничи који се користе за њихов лов морају се кретати тихо, посебно у пределима где се у касну јесен може очекивати велики снег. Ово се наводи као разлог за узгој пса средње величине тела, али кратких ногу.
Древер у Шведској се обично држи као ловачки гонич и обично се не налази као кућни љубимац.

## Историја и признање
Древер је шведска раса која потиче од вестфалског јазавчара (мали гонич за праћење јелена), донет из Немачке у Шведску око 1910. и укрштан са другим гоничима да би се прилагодио „шведском терену и дивљачи“. До 1940-их, 1940. постојале су две различите величине јазавичара, а новинско такмичење је одржано 1947. да би се изабрало ново име за нешто већу сорту; Древер је изабран, од шведске речи древ, која се односи на врсту лова где пси терају дивљач ка ловцу. Древер је тада признат од стране Шведског кинолошког савеза као засебна раса 1947. године. Раса је међународно призната од стране Међународне кинолошке федерације, у Групи 6 гоничи и сродне расе, одељак 1.3, Мали гоничи.
Древер је признат од Канадског кинолошког савеза 1956. у групи паса, а 1996. од Уједињеног кинолошког клуба (УКЦ, САД) у својој групи Скентхоунд. Раса је такође препозната по дугачкој листи мањих регистара, група ретких раса, ловачких клубова и интернет регистра предузећа, а промовише се у Северној Америци као љубимац ретких раса. Тренутно га не признају Кинолошки клуб (УК), Аустралијски национални савет за кинологију или Кинолошки клуб Новог Зеланда. Амерички кинолошки клуб тренутно препознаје Древер у свом програму Фоундатион Стоцк Сервице.

## Здравље
У шведској студији осигурања из 2005. 45% Древерса је умрло до 10. године, што је више од укупне стопе од 35% паса који су умрли до 10. године.